# Flanders Electric Company
Flanders Electric Company war ein US-amerikanischer Hersteller von Automobilen.

## Unternehmensgeschichte
C. Leroy Pelletier hatte ab Oktober 1913 die Tiffany Electric Company in Flint in Michigan betrieben. Im März 1914 kam es zu einer Reorganisation. Das neue Unternehmen hieß Flanders Electric Company. Der Sitz war nun in Pontiac in Michigan. Die Produktion von Automobilen lief bis 1915. Der Markenname lautete Flanders, evtl. mit dem Zusatz Electric. Insgesamt entstanden nur wenige Fahrzeuge.
Weitere US-Hersteller von Personenkraftwagen der Marke Flanders waren Everitt-Metzger-Flanders Company (1909–1912), Flanders Manufacturing Company (1912–1913) und Flanders Motor Company (1913).

## Fahrzeuge
Im Angebot standen ausschließlich Elektroautos. Die Leistung ihrer Elektromotoren ist nicht überliefert. Das Fahrgestell hatte 254 cm Radstand. Der Karosserieaufbau wurde als Colonial Coupé bezeichnet.